# Helen Joseph (Puppenspielerin)
Helen Joseph (geboren am 28. August 1888 als Helen Haiman in Atlanta; gestorben am 15. August 1978) war eine US-amerikanische Puppenspielerin und Autorin. Sie verfasste zahlreiche Theaterstücke und eine Geschichte des Marionettentheaters.

## Leben
Helen Joseph war die Tochter von Elias Haiman und Frances Haiman geb. Lowenthan. Ihr Vater besaß eine Werkzeugfabrik. Sie wuchs in Cleveland (Ohio) auf und besuchte die Cleveland’s Central High School, das Vassar College und das College for Women der Western Reserve University, wo sie jeweils einen Bachelor-Abschluss erwarb.
Ihren ersten Auftritt als Puppenspielerin hatte sie 1910 am Cleveland Play House. Die Marionetten hatte sie selbst konstruiert. Sie blieb am Cleveland Play House und war dort von 1914 bis 1920 Regisseurin für Marionettenstücke.
1918 heiratete sie Ernest A. Joseph. Im selben Jahr wurde ihre Tochter Anne geboren. Ernest starb ein Jahr später, während Helen Joseph mit ihrer zweiten Tochter Ernestine schwanger war.
Josephs erforschte die Geschichte des Marionettenspiels und veröffentlichte 1920 ihr Buch Book of Marionettes, die erste umfassende Geschichte des Puppenspiels in englischer Sprache. Von 1921 bis 1924 ging sie mit ihren Töchtern auf eine Europatour als Puppenspielerin.
Joseph schrieb Marionettentheaterstücke, hauptsächlich für Kinder, und entwarf, schnitzte und bemalte ihre eigenen Marionetten. 1924 gründete sie in Cleveland die Marionettentheater-Truppe Pinocchio Players. Einige ihrer Puppentheaterstücke stellte sie in einem Buch zusammen, das 1927 unter dem Titel Ali Baba and Other Plays for Puppets erschien. 1932 veröffentlichte sie ihr Kinderbuch Little Mr. Clown, in dem eine ihrer Marionetten die Hauptfigur ist. Begleitend zum Buch verkaufte sie Repliken ihrer Puppe Mr. Clown. Mit ihren Stücken für Kinder traten die Pinocchio Players unter anderem in Schulen und Krankenhäusern auf und gingen in den 1930er Jahren auf eine Tournee durch die Vereinigten Staaten. Die erfolgreiche Truppe musste sich auflösen, als zu Beginn des Zweiten Weltkriegs mehrere Mitglieder zum Militär eingezogen wurden. Während des Krieges arbeitete Helen Joseph in verschiedenen Büro- und Fabrikjobs. Nach dem Krieg nahm sie das Marionettenspiel wieder auf und baute eine neue Theatertruppe auf, mit der sie an ihre früheren Erfolge anknüpfen konnte.
Teile von Helen Josephs Nachlass werden in der New York Public Library aufbewahrt, darunter einige unveröffentlichte Theaterstücke und eine unvollendete Autobiografie.

## Veröffentlichungen
- 1920: A Book of Marionettes
- 1927: Ali Baba and Other Plays for Puppets
- 1932: Little Mr. Clown